# Derek Kolstad
Derek Kolstad (nacido el 4 de abril de 1974) es un guionista y productor de cine estadounidense. Es el creador de la franquicia John Wick, que comenzó en 2014 con la película del mismo nombre. Continuó escribiendo para las secuelas de la franquicia y es conocido principalmente como guionista de películas y series de acción.

## Biografía
Originario de Madison, Wisconsin, Kolstad asistió a Edgewood High School of the Sacred Heart y luego estudió administración de empresas en Taylor University en Indiana. Se mudó a California a los 24 años para dedicarse a la escritura de guiones. Dice que comenzó a escribir películas cuando era un adolescente, pero al principio le costó encontrar el éxito en Hollywood.

### Carrera profesional
El primer guion que vendió,Acolyte, fue comprado por Voltage Pictures en junio de 2012. Después de eso, obtuvo algunos trabajos de escritura y reescritura, incluido el trabajo en One in the Chamber, protagonizada por Dolph Lundgren y Cuba Gooding Jr. Luego escribió otra película de Dolph Lundgren titulada The Package.
A finales de 2012, Kolstad vendió su otro guion, titulado Scorn, a Thunder Road Pictures, y en abril de 2013, Keanu Reeves aceptó protagonizar la película. Fue Reeves quien sugirió que se cambiara el nombre de la película a John Wick por el personaje principal, que recibió su nombre del abuelo materno de Kolstad. La película se convirtió en un gran éxito de taquilla y de crítica. Le siguieron dos secuelas, John Wick: Chapter 2 en 2017 y John Wick: Chapter 3 - Parabellum en 2019. Además de las películas, Kolstad también escribió el videojuego John Wick: Chronicles y participó en la creación de la serie de cómics de John Wick. Sin embargo, para las próximas cuarta y quinta películas, el estudio no le pidió que regresara a la franquicia.
En 2017, se informó que Kolstad escribiría una adaptación televisiva de acción en vivo de la franquicia Hitman, así como un thriller de acción titulado The Steward.
En 2019, se informó que Kolstad escribiría y produciría una adaptación cinematográfica de acción real de la franquicia Just Cause.
En 2020, Netflix anunció que Kolstad será productor ejecutivo y escritor de la próxima serie de anime "Splinter Cell".
En 2021, Kolstad fue contratado para escribir el guion de una adaptación de acción en vivo de Hellsing para Amazon Prime Video.

## Vida personal
Kolstad vive en Pasadena, California con su esposa Sonja y sus hijos gemelos.

## Filmografía

### Películas
| Año  | Título                            | Productor | Escritor | Director         | Notas |
| ---- | --------------------------------- | --------- | -------- | ---------------- | ----- |
| 2012 | One in the Chamber                | No        | Sí       | William Kaufman  |       |
| 2013 | The Package                       | No        | Sí       | Jesse V. Johnson |       |
| 2014 | John Wick                         | No        | Sí       | Chad Stahelski   |       |
| 2017 | John Wick: Chapter 2              | No        | Sí       | Chad Stahelski   |       |
| 2019 | John Wick: Chapter 3 - Parabellum | No        | Sí       | Chad Stahelski   |       |
| 2021 | Nobody                            | Ejecutivo | Sí       | Ilya Naishuller  |       |
| TBA  | Just Cause                        |           | Sí       | Michael Dowse    |       |

### Televisión
| Año  | Título                            | Productor ejecutivo   | Escritor | Notas                                                     |
| ---- | --------------------------------- | --------------------- | -------- | --------------------------------------------------------- |
| 2020 | Die Hart                          | Cocreador             | Historia |                                                           |
| 2021 | The Falcon and the Winter Soldier | Coproductor ejecutivo | Sí       | Episodios: "Power Broker" y "The Whole World Is Watching" |